# Hirtuleiodes
Hirtuleiodes is een geslacht van wandelende takken uit de familie Diapheromeridae. De wetenschappelijke naam van dit geslacht is voor het eerst voorgesteld door Frank Hennemann en Oskar Conle in een publicatie uit 2024. De soorten in dit geslacht komen voor in Zuid-Amerika.

## Soorten
Het geslacht Hirtuleiodes omvat de volgende soorten:
- Hirtuleiodes caprellus (Westwood, 1859)
- Hirtuleiodes gibbosus (Chopard, 1911)
- Hirtuleiodes granuliceps (Conle, Hennemann & Gutiérrez, 2011)
- Hirtuleiodes peruanus Hennemann & Conle, 2024